# مرلي هوفمان
مرلي هوفمان (بالإنجليزية: Merle Hoffman)‏ هي ناشرة أمريكية، ولدت في 6 مارس 1946.